# Condado de Wayne (Indiana)
O Condado de Wayne é um dos 92 condados do estado americano de Indiana. A sede do condado é Richmond, e sua maior cidade é Richmond. O condado possui uma área de 1 047 km² (dos quais 2 km² estão cobertos por água), uma população de 71 097 habitantes, e uma densidade populacional de 68 hab/km² (segundo o censo nacional de 2000). O condado foi fundado em 1811.